# شاندره کمپبل
شاندره کمپبل (انگلیسی: Shandre Campbell؛ زادهٔ ۱۵ ژوئیهٔ ۲۰۰۵) بازیکن فوتبال است که در حال حاضر برای کلوب بروژ در پست هافبک بازی می‌کند.

## دوران باشگاهی

### سوپراسپورت یونایتد
او در اوت ۲۰۲۳ در مقابل ریچاردز بی اولین بازی خود در لیگ برتر را انجام داد. او اولین دو گل خود را در پیروزی مقابل اورلاندو پایرتس به ثمر رساند. در طول فصل، کمپبل در لیگ، جام ندبانک و جام کنفدراسیون CAF عملکرد خوبی داشت. او به عنوان ستاره نوظهور فصل شناخته شد و کارشناسان درباره انتقال او به یکی از باشگاه‌های بزرگ آفریقای جنوبی یا اروپا بحث کردند.

### کلوب نکست
در ژوئیه ۲۰۲۴ او انتقالش به کلوب نکست، تیم فرعی کلوب بروژ، را نهایی کرد. در اوت ۲۰۲۴ کمپبل در اولین بازی‌اش برای کلوب نکست اولین گلش را به ثمر رساند.